# Lijst van voetbalinterlands Colombia - Guatemala
Deze lijst van voetbalinterlands is een overzicht van alle officiële voetbalwedstrijden tussen de nationale teams van Colombia en Guatemala. De landen speelden tot op heden zes keer tegen elkaar. De eerste ontmoeting, een vriendschappelijke wedstrijd, werd gespeeld in Barranquilla op 14 december 1946. Het laatste duel, eveneens een vriendschappelijke wedstrijd, vond plaats op 25 september 2022 in Harrison (Verenigde Staten).

## Wedstrijden
| № | Plaats         | Datum             | Competitie             | Wedstrijd            | Uitslag |
| - | -------------- | ----------------- | ---------------------- | -------------------- | ------- |
| 1 | Barranquilla   | 14 december 1946  | Vriendschappelijk      | Colombia – Guatemala | 4 – 2   |
| 2 | Guatemala-Stad | 27 februari 1950  | Vriendschappelijk      | Guatemala – Colombia | 2 – 1   |
| 3 | Miami          | 17 juli 2003      | CONCACAF Gold Cup 2003 | Colombia – Guatemala | 1 – 1   |
| 4 | Los Angeles    | 17 januari 2005   | Vriendschappelijk      | Colombia – Guatemala | 1 – 1   |
| 5 | Miami          | 6 februari 2013   | Vriendschappelijk      | Guatemala – Colombia | 1 – 4   |
| 6 | Harrison       | 25 september 2022 | Vriendschappelijk      | Colombia − Guatemala | 4 − 1   |

## Samenvatting
| Competitie        | Totaal gespeeld | Winst Colombia | Gelijk | Winst Guatemala | Doelsaldo Colombia – Guatemala |
| ----------------- | --------------- | -------------- | ------ | --------------- | ------------------------------ |
| CONCACAF Gold Cup | 1               | 0              | 1      | 0               | 1 − 1                          |
| Vriendschappelijk | 5               | 3              | 1      | 1               | 14 − 7                         |
| Totaal            | 6               | 3              | 2      | 1               | 15 − 8                         |

Wedstrijden bepaald door strafschoppen worden, in lijn met de FIFA, als een gelijkspel gerekend.

## Details

### Derde ontmoeting
| CONCACAF Gold Cup 2003 (Miami, Verenigde Staten, 17 juli 2003): |              | |
| Colombia | 1 – 1        | Guatemala |
| Mauricio Molina 79' | goals        | 21' Carlos Ruiz |
| Francisco Maturana | bondscoach   | Víctor Manuel Aguado |
| Faryd Mondragón Gerardo Vallejo 46' José Mera Luis Perea Rubén Darío Bustos Giovanni Hernández Harold Lozano 46' John Javier Restrepo Jairo Patiño Mauricio Molina Jairo Castillo 46' | opstellingen | Edgar Estrada Everaldo Valencia Julio César Monterroso Néstor Martínez Mynor González Martín Machón Héctor Aguirre 46' Fredy Thompson 57' Gonzalo Romero Carlos Ruiz 40' Juan Carlos Plata |
| Kilian Virviescas 46' Rubén Darío Velásquez 46' Julián Vásquez 46' | wissels      | 40' Mario Rodríguez 57' Fredy García 76' Nelson Morales |
| Faryd Mondragón 20' José Mera 45' Luis Perea 64' Julián Vásquez 90' | gele kaarten | 26' Héctor Aguirre 78' Everaldo Valencia |

### Vierde ontmoeting
| Vriendschappelijk (Los Angeles, Verenigde Staten, 17 januari 2005): |              | |
| Guatemala | 1 – 1        | Colombia |
| Carlos Ruiz 3' | goals        | 80' Héctor Hurtado |
| Ramón Maradiaga | bondscoach   | Reinaldo Rueda |
| Miguel Klee Ángel Sanabria 69' Nelson Morales Pablo Melgar Néstor Martínez Fredy Thompson Gonzalo Romero 79' Mario Rodríguez 69' Carlos Castillo 77' Juan Plata 46' Carlos Ruiz | opstellingen | Breiner Castillo Pablo Pachón 46' César Fawcett Samuel Vanegas Hayder Palacio 74' Macnelly Torres Jhon Viáfara 63' Alexander Jaramillo Andres Casanas Milton Rodríguez 62' Edixon Perea |
| Edwin Villatoro 46' Carlos Figueroa 69' Rudy Castillo 69' Carlos Quiñónez 77' José Zacarías Antonio 79'                                                                         | wissels      | 46' Miguel Rojas 62' David Ferreira 62' Héctor Hurtado 74' Elkin Soto |
| - Debuut van doelman Bréiner Castillo voor Colombia. |              | |

### Vijfde ontmoeting
| Vriendschappelijk (Miami, Verenigde Staten, 6 februari 2013): |              | |
| Guatemala | 1 – 4        | Colombia |
| José Contreras 81' (pen.) | goals        | 21' Jackson Martínez 30' Jackson Martínez 64' Abel Aguilar 86' Luis Muriel |
| Víctor Monzón | bondscoach   | José Pékerman |
| Ricardo Jérez Carlos Castrillo Elías Vásquez Rafael Morales 46' Johny Girón José Contreras 87' Mario Rodríguez 58' Marco Pappa 70' Leonel Noriega 46' Jonathan Marquez Minor López 81' | opstellingen | David Ospina 46' Juan Cuadrado 46' Juan Camilo Zúñiga Carlos Valdés Luis Perea Pablo Armero 70' Abel Aguilar Edwin Valencia 63' Macnelly Torres 46' Jackson Martínez 70' Teófilo Gutiérrez |
| Cristian Noriega 46' Josué García 46' Marco Ciani 58' Angelo Padilla 70' Nelson Miranda 81' Carlos Figueroa 87' Cristian Álvarez Rubén Morales Jhonathan Lopez Jairo Arreola           | wissels      | 46' Fredy Guarín 46' Carlos Bacca 46' Carlos Sánchez 63' Aldo Ramírez 70' Elkin Soto 70' Luis Muriel Faryd Mondragón Cristián Zapata Mario Yepes Aquivaldo Mosquera Radamel Falcao         |
| | gele kaarten | 41' Edwin Valencia |

Colfútbol · A-internationals · Selecties · Statistieken · Bondscoaches · Colombiaans vrouwenelftal · Olympisch elftal · Colombia U20 · Colombia U17
1938 – 1949 ·
1950 – 1959 ·
1960 – 1969 ·
1970 – 1979 ·
1980 – 1989 ·
1990 – 1999 ·
2000 – 2009 ·
2010 – 2019 ·
2020 – 2029
WK 1962 · 
WK 1990 · 
WK 1994 · 
WK 1998 · 
WK 2014 · 
WK 2018
OS 1968 · 
OS 1972 · 
OS 1980 · 
OS 1992 · 
OS 2016
1938 · 
1939 · 1940 · 1941 · 1942 · 1943 · 1944 · 
1946 · 
1947 · 
1948 · 
1949 · 
1950 · 1951 · 1952 · 1953 · 1954 · 1955 · 1956 · 
1957 · 
1958 · 1959 · 1960 · 
1961 · 
1962 · 
1963 · 
1964 · 
1965 · 
1966 · 
1967 · 
1968 · 
1969 · 
1970 · 
1971 · 
1972 · 
1973 · 
1974 · 
1975 · 
1976 · 
1977 · 
1978 · 
1979 · 
1980 · 
1981 · 
1982 · 
1983 · 
1984 · 
1985 · 
1986 · 
1987 · 
1988 · 
1989 · 
1990 ·
1991 · 
1992 · 
1993 · 
1994 · 
1995 · 
1996 · 
1997 · 
1998 · 
1999 · 
2000 · 
2001 · 
2002 · 
2003 · 
2004 · 
2005 · 
2006 · 
2007 · 
2008 · 
2009 · 
2010 · 
2011 · 
2012 · 
2013 · 
2014 · 
2015 · 
2016 · 
2017 ·
2018 ·
2019 ·
2020 ·
2021
Algerije ·
Argentinië ·
Australië ·
Bahrein ·
België ·
Bolivia · 
Brazilië ·
Canada ·
Chili ·
China · 
Costa Rica ·
Cuba ·
DDR ·
Duitsland ·
Ecuador ·
Egypte ·
El Salvador ·
Engeland ·
Finland ·
Frankrijk ·
Griekenland ·
Guatemala · 
Haïti ·
Honduras ·
Hongarije ·
Hongkong ·
Ierland ·
Irak ·
Israël ·
Ivoorkust ·
Jamaica ·
Japan ·
Joegoslavië ·
Jordanië ·
Kameroen ·
Koeweit · 
Liberia · 
Marokko ·
Mexico ·
Montenegro ·
Nederland ·
Nederlandse Antillen ·
Nicaragua ·
Nieuw-Zeeland · 
Nigeria ·
Noord-Ierland ·
Noorwegen ·
Panama ·
Paraguay ·
Peru ·
Polen ·
Puerto Rico ·
Qatar ·
Roemenië ·
Saoedi-Arabië ·
Schotland ·
Senegal ·
Servië ·
Slovenië ·
Slowakije ·
Sovjet-Unie ·
Spanje ·
Trinidad en Tobago ·
Tsjecho-Slowakije ·
Tunesië · 
Turkije · 
Uruguay ·
Venezuela ·
Verenigde Arabische Emiraten · 
Verenigde Staten ·
Zuid-Afrika ·
Zuid-Korea ·
Zweden ·
Zwitserland
Brazilië (2014) ·
Engeland (2018) ·
Griekenland (2014) ·
Ivoorkust (2014) ·
Japan (2014) ·
Japan (2018) ·
Polen (2018) ·
Senegal (2018) ·
Uruguay (2014)
FNFG · A-internationals · Selecties · Guatemalteeks vrouwenelftal
1920 – 1949 ·
1950 – 1969 ·
1970 – 1979 ·
1980 – 1989 ·
1990 – 1999 ·
2000 – 2009 ·
2010 – 2019 ·
2020 − 2029
1921 · 
1922 · 
1923 · 
1923–1929 · 
1930 · 
1931–1934 · 
1935 · 
1935–1942 · 
1943 · 
1944 · 1945 · 
1946 · 
1947 · 
1948 · 
1949 · 
1950 · 
1941 · 1942 · 
1953 · 
1954 · 
1955 · 
1956 · 
1957 · 
1958 · 1959 · 
1960 · 
1961 · 1962 · 
1963 · 
1964 · 
1965 · 
1966 · 
1967 · 
1968 · 
1969 · 
1970 · 
1971 · 
1972 · 
1973 · 
1974 · 
1975 · 
1976 · 
1977 · 
1978 · 1979 · 
1980 · 
1981 · 1982 · 
1983 · 
1984 · 
1985 · 
1986 · 
1987 · 
1988 · 
1989 · 
1990 · 
1991 · 
1992 · 
1993 · 1994 · 
1995 · 
1996 · 
1997 · 
1998 · 
1999 · 
2000 · 
2001 · 
2002 · 
2003 · 
2004 · 
2005 · 
2006 · 
2007 · 
2008 · 
2009 · 
2010 · 
2011 · 
2012 · 
2013 · 
2014 ·
2015 ·
2016 ·
2017 ·
2018 ·
2019 ·
2020 ·
2021 ·
2022 ·
2023 ·
2024
Anguilla ·
Antigua en Barbuda ·
Argentinië ·
Armenië ·
Barbados ·
Belize ·
Bermuda ·
Bolivia ·
Brazilië ·
Britse Maagdeneilanden ·
Canada ·
Chili ·
Colombia ·
Costa Rica ·
Cuba ·
Curaçao ·
Dominica ·
Dominicaanse Republiek ·
Ecuador ·
El Salvador ·
Grenada ·
Guyana ·
Haïti ·
Honduras ·
IJsland ·
Iran ·
Israël ·
Jamaica ·
Japan ·
Mexico ·
Nederlandse Antillen ·
Nicaragua ·
Noorwegen ·
Panama ·
Paraguay ·
Peru ·
Polen ·
Puerto Rico ·
Qatar ·
Saint Lucia ·
Saint Vincent en de Grenadines ·
Slowakije ·
Sovjet-Unie ·
Suriname ·
Trinidad en Tobago ·
Uruguay ·
Venezuela ·
Verenigde Staten ·
Zuid-Afrika ·
Zuid-Korea